# Mörschwil
Mörschwil is een gemeente en plaats in het Zwitserse kanton Sankt Gallen, en maakt deel uit van het district Rorschach.

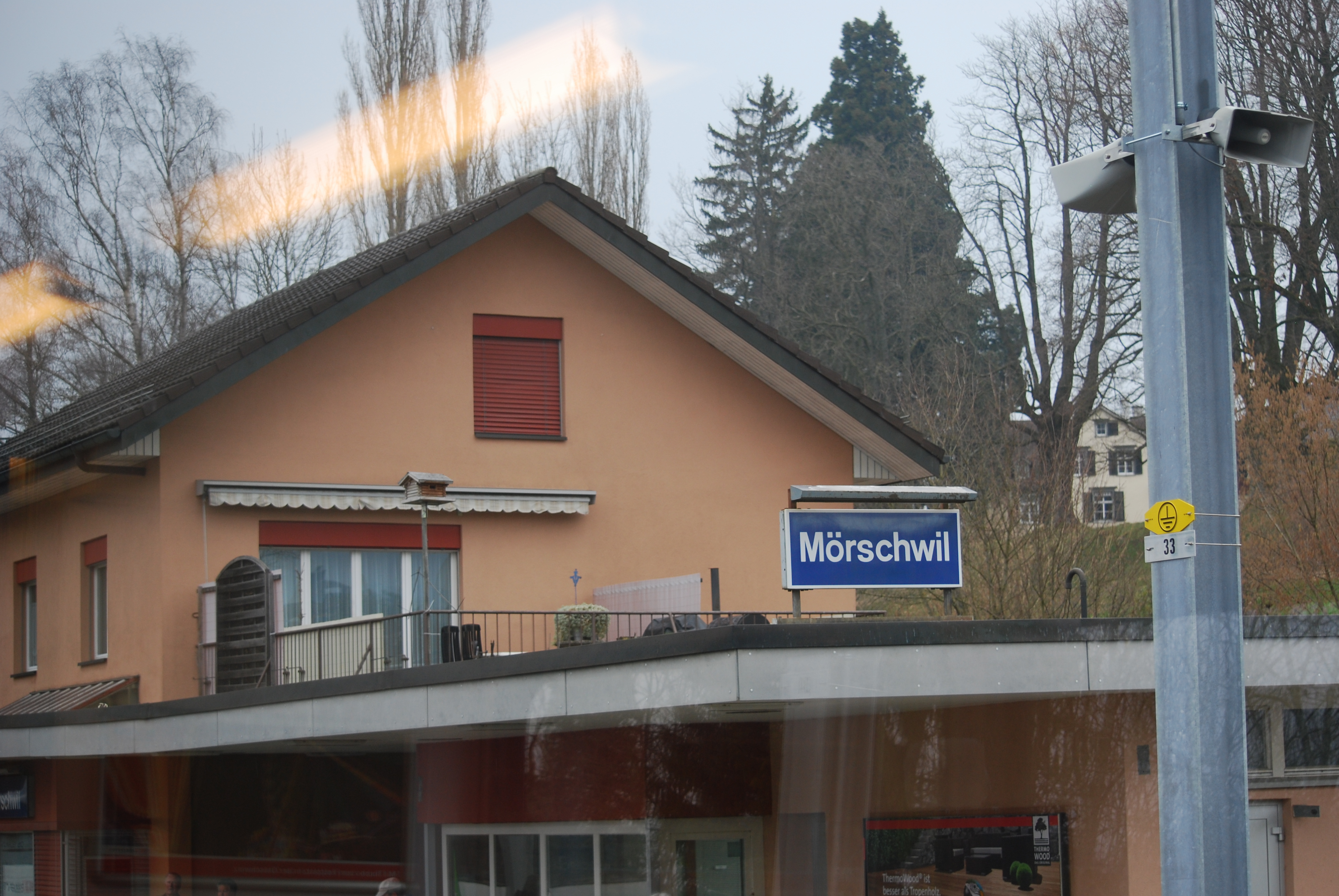
Mörschwil

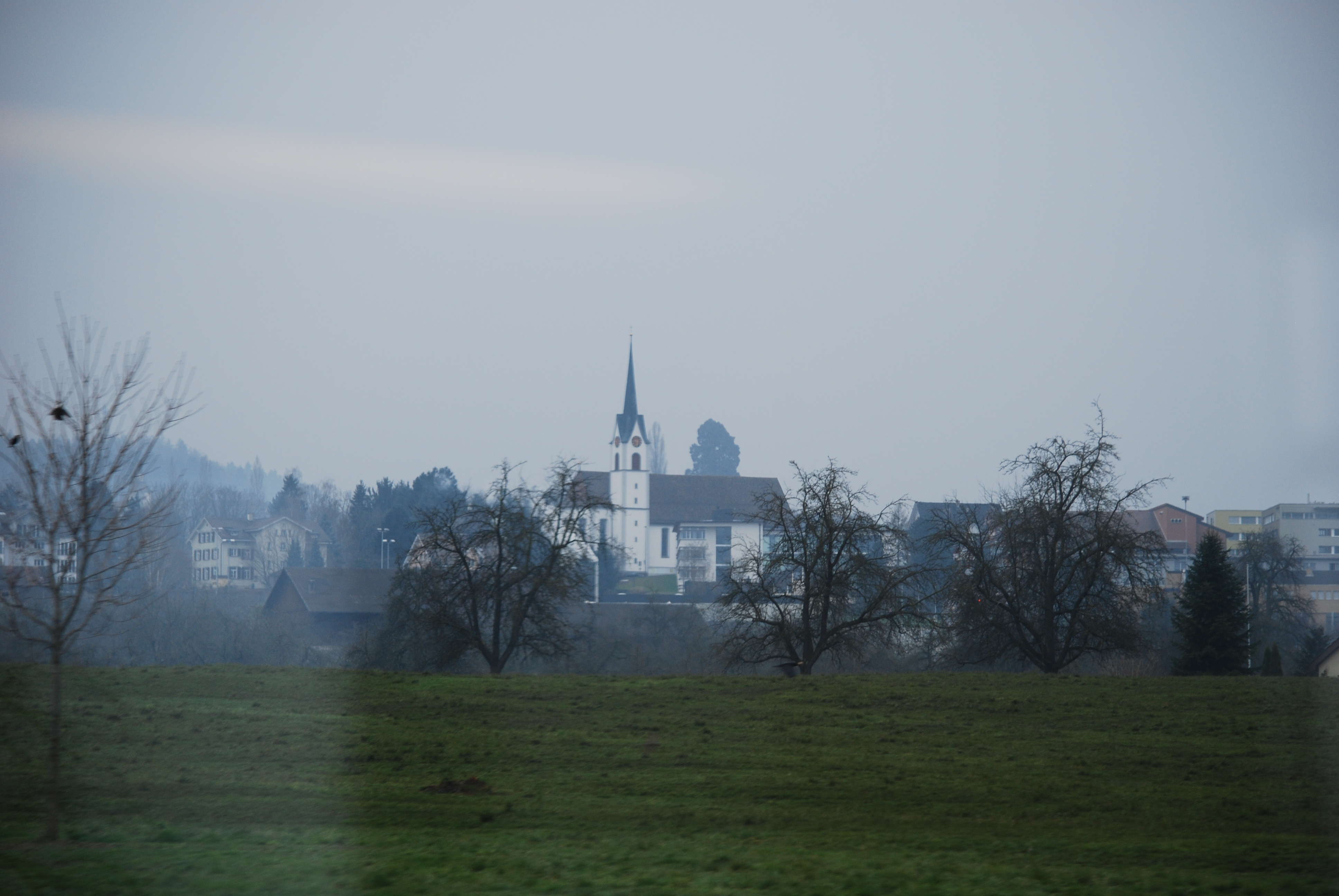
Untereggen

Mörschwil telt 3576 inwoners.